# 552748 Garasdezső
552748 Garasdezső è un asteroide della fascia principale. Scoperto nel 2010, presenta un'orbita caratterizzata da un semiasse maggiore pari a 2,544712 UA e da un'eccentricità di 0,145547, inclinata di 14,021382° rispetto all'eclittica.